# District de Hermagor
Le district de Hermagor est une subdivision territoriale du land de Carinthie en Autriche.

## Géographie

### Lieux administratifs voisins
|                                   | District de Spittal an der Drau            |                          |
| District de Lienz (Land du Tyrol) |                                            | District de Villach-Land |
| province de Belluno (Vénétie)     | province d'Udine (Frioul-Vénétie Julienne) |                          |

## Communes
Le district de Hermagor est subdivisé en 7 communes :
- Dellach
- Gitschtal
- Hermagor-Pressegger See
- Kirchbach
- Kötschach-Mauthen
- Lesachtal
- Sankt Stefan im Gailtal